# Trichopeltarion fantasticum
Trichopeltarion fantasticum is een krabbensoort uit de familie van de Trichopeltariidae. De wetenschappelijke naam van de soort is voor het eerst geldig gepubliceerd in 1964 door Richardson & Dell.